# Campeonato Mundial de Rugby M19 División B de 2007
El Campeonato Mundial de Rugby M19 División B de 2007 se disputó en Irlanda y fue la vigésimo octava edición del torneo en categoría M19, fue la última edición del torneo en categoría de menores de 19 años, desde el 2008 fue reemplazado por el Trofeo Mundial de Rugby Juvenil.

## Resultados

### Primera Fase
| Pos. | Equipo         | Encuentros | Encuentros | Encuentros | Encuentros | Tantos  | Tantos    | Tantos     | Puntos Totales |
| Pos. | Equipo         | jugados    | ganados    | empatados  | perdidos   | a favor | en contra | diferencia | Puntos Totales |
| ---- | -------------- | ---------- | ---------- | ---------- | ---------- | ------- | --------- | ---------- | -------------- |
| 1    | Italia         | 3          | 3          | 0          | 0          | 102     | 25        | +77        | 14             |
| 2    | Canadá         | 3          | 3          | 0          | 0          | 56      | 12        | +44        | 13             |
| 3    | Georgia        | 3          | 2          | 0          | 1          | 78      | 39        | +39        | 12             |
| 4    | Estados Unidos | 3          | 2          | 0          | 1          | 44      | 17        | +27        | 12             |
| 5    | Tonga          | 3          | 2          | 0          | 1          | 114     | 19        | +95        | 11             |
| 6    | Uruguay        | 3          | 2          | 0          | 1          | 90      | 61        | +29        | 9              |
| 7    | Chile          | 3          | 1          | 0          | 2          | 62      | 76        | -14        | 5              |
| 8    | Zimbabue       | 3          | 1          | 0          | 2          | 40      | 56        | -16        | 5              |
| 9    | Islas Cook     | 3          | 0          | 1          | 2          | 30      | 111       | -81        | 2              |
| 10   | Taiwán         | 3          | 0          | 1          | 2          | 21      | 127       | -106       | 2              |
| 11   | Rumania        | 3          | 0          | 0          | 3          | 17      | 59        | -42        | 1              |
| 12   | Rusia          | 3          | 0          | 0          | 3          | 11      | 63        | -52        | 1              |

|  | Semifinales 1° al 4° puesto |

|  | Semifinales 5° al 8° puesto |

#### Resultados
| 4 de abril | Chile | 29 - 14 | Islas Cook |  |  |

| 4 de abril | Rumania | 0 - 28 | Georgia |  |  |

| 4 de abril | Rusia | 0 - 6 | Estados Unidos |  |  |

| 4 de abril | Taiwán | 6 - 62 | Italia |  |  |

| 4 de abril | Tonga | 36 - 5 | Uruguay |  |  |

| 4 de abril | Zimbabue | 0 - 8 | Canadá |  |  |

| 8 de abril | Chile | 13 - 32 | Italia |  |  |

| 8 de abril | Rumania | 10 - 16 | Estados Unidos |  |  |

| 8 de abril | Rusia | 5 - 33 | Canadá |  |  |

| 8 de abril | Taiwán | 5 - 55 | Uruguay |  |  |

| 8 de abril | Zimbabue | 33 - 26 | Georgia |  |  |

| 8 de abril | Tonga | 72 - 6 | Islas Cook |  |  |

| 12 de abril | Chile | 20 - 30 | Uruguay |  |  |

| 12 de abril | Rumania | 7 - 15 | Canadá |  |  |

| 12 de abril | Rusia | 6 - 24 | Georgia |  |  |

| 12 de abril | Taiwán | 10 - 10 | Islas Cook |  |  |

| 12 de abril | Tonga | 6 - 8 | Italia |  |  |

| 12 de abril | Zimbabue | 7 - 22 | Estados Unidos |  |  |

### Semifinales 9° al 12° puesto
| 16 de abril | Taiwán | 10 - 35 | Rumania |  |  |

| 16 de abril | Islas Cook | 14 - 22 | Rusia |  |  |

### Semifinales 5° al 8° puesto
| 16 de abril | Uruguay | 21 - 3 | Chile |  |  |

| 16 de abril | Tonga | 26 - 11 | Zimbabue |  |  |

### Semifinal 1° al 4° puesto
| 16 de abril | Canadá | 19 - 3 | Georgia |  |  |

| 16 de abril | Italia | 31 - 6 | Estados Unidos |  |  |

### 11° puesto
| 20 de abril | Taiwán | 29 - 10 | Islas Cook |  |  |

### 9° puesto
| 20 de abril | Rumania | 20 - 10 | Rusia |  |  |

### 7° puesto
| 20 de abril | Chile | 10 - 12 | Zimbabue |  |  |

### Quinto puesto
| 20 de abril | Uruguay | 15 - 24 | Tonga |  |  |

### Tercer puesto
| 20 de abril | Georgia | 5 - 24 | Estados Unidos |  |  |

### Final
| 20 de abril | Italia | 22 - 3 | Canadá |  |  |

| Bandera de Italia |
| Campeón Italia    |
| Primer título     |